# Chipwi
Chipwi är en kommun i Myanmar. Den ligger i delstaten Kachin och distriktet Myitkyina, i den norra delen av landet, 700 km norr om huvudstaden Naypyidaw. Antalet invånare i kommunen utgjorde 20 039 vid folkräkningen 2014.
Chipwi har ett sub-township benämnt Panwa som hade 8 736 invånare vid folkräkningen 2014.